# Sanaá Dotson
Sanaá Dotson (* 1. November 2000 in Houston) ist eine US-amerikanische Volleyballspielerin.

## Karriere
Dotson probierte Ballett, Gymnastik und mehrere Ballsportarten aus, bevor sie im Alter von neun Jahren mit Volleyball begann. Sie startete ihre Karriere an der Memorial High School. Von 2019 bis 2021 studierte sie zunächst an der University of Oklahoma. Von 2021 bis 2024 setzte sie ihr Studium an der Louisiana State University fort und spielte in der Universitätsmannschaft. Nach ihrem Studium ging die Außenangreiferin nach Zypern, wo sie in der Saison 2024/25 für Lemesos Volleyball antrat. 2025 wurde sie vom deutschen Bundesligisten VfB 91 Suhl verpflichtet.

## Persönliches
Dotson ist die Tochter des American-Football-Spielers und Super-Bowl-Gewinners Santana Dotson.